# Campionat d'Espanya de ciclocròs
El Campionat d'Espanya de ciclocròs és una competició ciclista que serveix per a determinar el Campió d'Espanya en ciclocròs. La primera edició es disputà el 1929, tot i que no serà fins al 1940 quan aquesta cursa es consolidi. El vencedor obté el dret a portar un mallot amb els colors de la bandera espanyola fins al Campionat de l'any següent.
Es disputen curses en categoria elit, sub-23 i júnior tant per homes com per dones.

## Palmarès masculí

### Elit
| Any       | Primer                   | Segon                    | Tercer                   |
| 1929      | Joaquín Iturri           | Manuel López             | Eusebio Bastida          |
| 1930      | No disputat              |                          |                          |
| 1931      | Eusebio Bastida          | Joaquín Iturri           | Ramón Aguirresarobe      |
| 1932-1933 | No disputat              |                          |                          |
| 1934      | Fermín Apalategi         |                          |                          |
| 1935      | Juan Salarich            | Francisco Goenaga        | Bonifacio Murillo        |
| 1936-1939 | No disputat              |                          |                          |
| 1940      | Francisco Goenaga        | Juan Bautista Vallejo    | Tomás De Sosa            |
| 1941      | Santiago Mostajo         | Juan Bautista Vallejo    | Enrique Torres           |
| 1942      | Julián Berrendero        | Francisco Expósito       | Juan Bautista Vallejo    |
| 1943      | Miguel Lizarazu          | Sotero Lizarazu          | Ignacio Orbaiceta        |
| 1944      | Julián Berrendero        | Miguel Lizarazu          | Joaquín Olmos            |
| 1945      | Miguel Lizarazu          | Ignacio Orbaiceta        | Sotero Lizarazu          |
| 1946      | Miguel Lizarazu          | Francisco Michelena      | Sotero Lizarazu          |
| 1947      | Sotero Lizarazu          | Miguel Lizarazu          | Julián Aguirrezabal      |
| 1948      | Miguel Lizarazu          | Francisco Expósito       | Joaquín Filba            |
| 1949      | No disputat              |                          |                          |
| 1950      | Ignacio Esnaola          | Francisco Expósito       | Francisco Michelena      |
| 1951      | Francisco Expósito       | Francisco Michelena      | Ángel Bruna              |
| 1952      | Julián Aguirrezabal      | Miguel Chacón            | Ponciano Arbelaiz        |
| 1953      | Cosme Barrutia           | Joaquín Filba            | José Michelena           |
| 1954      | José Michelena           | Antonio Barrutia         | Miguel Chacón            |
| 1955      | Antonio Barrutia         | Facundo Zabaleta         | Félix Malaxechevarria    |
| 1956      | José Michelena           | Felipe Alberdi           | José Luis Talamillo      |
| 1957      | José Michelena           | Facundo Zabaleta         | Felipe Alberdi           |
| 1958      | José Luis Talamillo      | José Michelena           | Ignacio Morata Teruel    |
| 1959      | José Luis Talamillo      | Antonio Barrutia         | Miguel Urquizar          |
| 1960      | José Luis Talamillo      | Miguel Urquizar          | Miguel Chacón            |
| 1961      | Antonio Barrutia         | José Luis Talamillo      | Alfredo Irusta           |
| 1962      | José Luis Talamillo      |                          | Santos Ruiz Bermúdez     |
| 1963      | José Luis Talamillo      | Santos Ruiz Bermúdez     |                          |
| 1964      | Amelio Mendíjur          | José Luis Talamillo      |                          |
| 1965      | José Luis Talamillo      | Amelio Mendíjur          | José Martínez Hernández  |
| 1966      | Alfredo Irusta           |                          | Antonio Barrutia         |
| 1967      | José Martínez            | Santos Ruiz Bermúdez     | Alfredo Irusta           |
| 1968      | José Martínez            | Alfredo Irusta           | José Martínez Esterlich  |
| 1969      | Alfredo Irusta           | Félix Iturriaga          | José María González      |
| 1970      | José María González      | Alfredo Irusta           | José Florencio           |
| 1971      | Alfredo Irusta           | Pedro Rodríguez Sanjurjo | José María González      |
| 1972      | José María Basualdo      | José María González      | Juan Gorostidi           |
| 1973      | José María Basualdo      | José María González      | Juan Gorostidi           |
| 1974      | Juan Gorostidi           | José María González      | Ventura Díaz             |
| 1975      | Juan Gorostidi           | José A. Martínez         | José María González      |
| 1976      | José María Basualdo      | José A. Martínez Albeniz | Juan Gorostidi           |
| 1977      | José A. Martínez Albeniz | Juan Gorostidi           | Iñaki Mayora             |
| 1978      | Juan Gorostidi           | Fernando Plaza           |                          |
| 1979      | José María Yurrebaso     | Rafael González          | Juan Gorostidi           |
| 1980      | Iñaki Mayora             | Francesc Sala            | Jésus Lopez Soriano      |
| 1981      | Iñaki Mayora             | Benito Durán             | Juan Gorostidi           |
| 1982      | Francesc Sala            | José María Yurrebaso     | Iñaki Mayora             |
| 1983      | Iñaki Mayora             | José Ramón Izagirre      | José María Yurrebaso     |
| 1984      | Iñaki Mayora             | José María Yurrebaso     | José Iñaki Vijandi       |
| 1985      | Francesc Sala            | José María Yurrebaso     | Iñaki Mayora             |
| 1986      | José Iñaki Vijandi       | José María Yurrebaso     | Iñaki Mayora             |
| 1987      | Francesc Sala            | Jon Egiarte              | José Iñaki Vijandi       |
| 1988      | Francesc Sala            | José Iñaki Vijandi       | José María Yurrebaso     |
| 1989      | José María Yurrebaso     | Francesc Sala            | Jon Egiarte              |
| 1990      | José María Yurrebaso     | Francesc Sala            | Federico Echave          |
| 1991      | José Ramón Izagirre      | Iñigo Igartua            | Federico Echave          |
| 1992      | José Ramón Izagirre      | Jokin Mujika             | Benito Durán             |
| 1993      | Jokin Mujika             | José Ramón Izagirre      | Gonzalo Aguiar           |
| 1994      | Jokin Mujika             | Iñigo Igartua            | Francisco Pla            |
| 1995      | Francisco Pla            | Abel Maceira             | Iñigo Igartua            |
| 1996      | Jokin Mujika             | David Seco               | Mikel Insausti           |
| 1997      | Abel Maceira             | David Seco               | Iñaki Cendrero           |
| 1998      | Francisco Pla            | Iñaki Cendrero           | David Seco               |
| 1999      | Francisco Pla            | David Seco               | Abel Maceira             |
| 2000      | David Seco               | Francisco Mena           | Francisco Pla            |
| 2001      | David Seco               | José Manuel Osuna        | Iñaki Cendrero           |
| 2002      | David Seco               | Juan Carlos Garro        | Israel Nuñez             |
| 2003      | David Seco               | Juan Carlos Garro        | Gaizka Lejarreta         |
| 2004      | David Seco               | Fernando Fernández       | Haiti Ortiz              |
| 2005      | Unai Yus                 | David Seco               | Isaac Suarez             |
| 2006      | David Seco               | Óscar Vázquez            | Isaac Suarez             |
| 2007      | José Antonio Hermida     | Isaac Suárez             | Óscar Vázquez            |
| 2008      | José Antonio Hermida     | Isaac Suárez             | Javier Ruiz de Larrinaga |
| 2009      | Javier Ruiz de Larrinaga | Isaac Suárez             | Constantino Zaballa      |
| 2010      | Javier Ruiz de Larrinaga | José Antonio Hermida     | Egoitz Murgoitio         |
| 2011      | Javier Ruiz de Larrinaga | José Antonio Hermida     | Isaac Suárez             |
| 2012      | Isaac Suárez             | Egoitz Murgoitio         | Sergio Mantecón          |
| 2013      | Aitor Hernández          | Egoitz Murgoitio         | Javier Ruiz de Larrinaga |
| 2014      | Javier Ruiz de Larrinaga | Aitor Hernández          | Aketza Peña              |
| 2015      | Aitor Hernández          | Javier Ruiz de Larrinaga | José Antonio Hermida     |
| 2016      | Javier Ruiz de Larrinaga | Kevin Suárez             | Ismael Esteban           |
| 2017      | Ismael Esteban           | Kevin Suárez             | Javier Ruiz de Larrinaga |
| 2018      | Ismael Esteban           | Felipe Orts              | Aitor Hernández          |
| 2019      | Felipe Orts              | Ismael Esteban           | Javier Ruiz de Larrinaga |
| 2020      | Felipe Orts              | Kevin Suárez             | Gorka Izagirre           |
| 2021      | Felipe Orts              | Kevin Suárez             | Ismael Esteban           |
| 2022      | Felipe Orts              | Kevin Suárez             | Iván Feijoo              |
| 2023      | Felipe Orts              | Jofre Cullell            | Kevin Suárez             |
| 2024      | Felipe Orts              | Gonzalo Inguanzo         | Mario Junquera           |
| 2025      | Felipe Orts              | Jofre Cullell            | Mario Junquera           |

### Sub-23
| Any  | Primer               | Segon              | Tercer           |
| 1996 | Mikel Artetxe        | Haimar Zubeldia    | Igor Beristain   |
| 1997 | Mikel Artetxe        | Ramón Iglesias     | Óscar Pereiro    |
| 1998 | Óscar Pereiro        | Manuel Armada      | Arkaitz Ordorika |
| 1999 | Óscar Pereiro        | Zugaitz Ayuso      | Joseba León      |
| 2000 | Juan Bello           | Iván Martínez      | David Salas      |
| 2001 | Isaac Suárez         | Iván Martínez      | David Salas      |
| 2002 | Sem Mújica           | Narciso Piñeiro    | Aitor Hernández  |
| 2003 | Egoitz Murgoitio     | Haitz Ortiz        | Julen Zubero     |
| 2004 | Ismael Esteban       | Egoitz Murgoitio   | Óscar Vázquez    |
| 2005 | Ismael Esteban       | Néstor Rodríguez   | Rubén Ruzafa     |
| 2006 | Rubén Ruzafa         | Asier Corchero     | Mauro González   |
| 2007 | David Lozano         | Ander Gómez        | Mauro González   |
| 2008 | David Lozano         | Eduard Recassens   | Gorka Izagirre   |
| 2009 | David Lozano         | Daniel Ania        | Mauro González   |
| 2010 | David Lozano         | Iñigo Gómez        | Daniel Ruiz      |
| 2011 | Jon Ander Insausti   | Daniel Ruiz        | Óscar Bonete     |
| 2012 | Marcos Altur         | Iñigo Gómez        | Ion Gómez        |
| 2013 | Jonathan Lastra      | Kevin Suárez       | Iñigo Gómez      |
| 2014 | Jonathan Lastra      | Jon Ander Insausti | Álex Aranburu    |
| 2015 | Kevin Suárez         | Felipe Orts        | Raúl Fernández   |
| 2016 | Felipe Orts          | Adrián Garcia      | Mario Junquera   |
| 2017 | Felipe Orts          | Samuel González    | Jokin Alberdi    |
| 2018 | Jofre Cullell        | Mario Junquera     | Xabier Murias    |
| 2019 | Iván Feijoo          | Jofre Cullell      | Xabier Murias    |
| 2020 | Iván Feijoo          | Gonzalo Inguanzo   | Xabier Murias    |
| 2021 | Iván Feijoo          | Jofre Cullell      | Xabier Murias    |
| 2022 | Javier Zaera Gisbert | Gonzalo Inguanzo   | Miguel Rodríguez |
| 2023 | Gonzalo Inguanzo     | Miguel Rodríguez   | Alain Suarez     |
| 2024 | Raúl Mira            | Alain Suarez       | Gorka Corres     |
| 2025 | Miguel Rodríguez     | Raúl Mira          | Gorka Corres     |

### Júnior
| Any  | Primer                 | Segon              | Tercer                |
| 1993 | Igor Astarloa          | Roberto Ramírez    | Aitor Díaz            |
| 1994 | Igor Astarloa          | Roberto Ramírez    | Iban Mayo             |
| 1995 | Iban Mayo              | Mikel Artetxe      | Haimar Zubeldia       |
| 1996 | Gaizka Lejarreta       | Juan Bello         | Julen Fernández       |
| 1997 | Aitor Galdós           | Zugaitz Ayuso      | Andoni Aranaga        |
| 1998 | Raúl Salas             | Haitz Ortiz        | Aitor Núñez           |
| 1999 | Pablo San José         | Narciso Piñeiro    | Haitz Ortiz           |
| 2000 | Koldobika Aguirre      | José Antonio Díez  | Julen Zubero          |
| 2001 | Koldobika Aguirre      | Andrés Estévez     | Ismael Esteban        |
| 2002 | Eladio Sánchez         | Onaitz Munduate    | Xabier Goenaga        |
| 2003 | Néstor Rodríguez       | Delio Fernández    | Gorka Ruiz de Gordoa  |
| 2004 | Miguel Vallés          | Hugo Martínez      | Jokin Irazola         |
| 2005 | Erlantz Uriarte        | Víctor Rodríguez   | Ander Gómez           |
| 2006 | David Lozano           | Adrián Rodríguez   | Jon Izaguirre         |
| 2007 | Jon Ander Manjón       | Hermes González    | Fernando San Emeterio |
| 2008 | Fernando San Emeterio  | Josep Nadal        | Íñigo Gómez           |
| 2009 | Josep Nadal            | Íñigo Gómez        | Ismael Félix Barba    |
| 2010 | Jon Ander Insausti     | Peio Goikoetxea    | Paulo González        |
| 2011 | Pablo Rodríguez Guede  | Jonathan Lastra    | Marcos Altur          |
| 2012 | Kevin Suárez           | José Manuel Ribera | Jaime Campo           |
| 2013 | Felipe Orts            | Álex Aranburu      | Diego Pablo Sevilla   |
| 2014 | Raúl Fernández         | Vicent Martínez    | Josep Llinares        |
| 2015 | Jokin Alberdi          | Jon Gil            | Richard Brun          |
| 2016 | Jokin Alberdi          | Iván Feijoo        | Jofre Cullell         |
| 2017 | Iván Feijoo            | Jofre Cullell      | Xabier Murias         |
| 2018 | Carlos Canal           | Gonzalo Inguanzo   | Adrián Barros         |
| 2019 | Carlos Canal           | Gonzalo Inguanzo   | Ibai Ruiz de Arcaute  |
| 2020 | Igor Arrieta           | Aitzol Sasieta     | Alain Suárez          |
| 2021 | Miguel Rodríguez Novoa | Alain Suárez       | Rubén Sánchez Estévez |
| 2022 | Ricardo Buba Sopko     | Raúl Mira Bonastre | Carlos Gámez Ferrer   |
| 2023 | Gorka Corres           | Hodei Muñoz        | Emilio Reinoso        |
| 2024 | Hodei Muñoz            | Unax Galan         | Canor Arboleya        |
| 2025 | Benjamin Noval Suárez  | Raúl López Sainz   | Raúl Puelles          |

## Palmarès femení

### Elit
| Any  | Primera                | Segona                   | Tercera                |
| 1999 | Maria Carmen Armada    | Maria Fernanda Espineira | Maria Jesus Barrios    |
| 2000 | Rocio Gamonal          | Lidia Fuentes            | Maria Jesus Barrios    |
| 2001 | Maria Carmen Armada    | Maria Fernanda Espineira | Lidia Fuentes          |
| 2002 | Aida Nuño Palacio      | Rocio Gamonal            | Nekane Lasa            |
| 2003 | Aida Nuño Palacio      | Nekane Lasa              | Rocio Gamonal          |
| 2004 | Nekane Lasa            | Rocio Gamonal            | Ruth Moll              |
| 2005 | Rosa Bravo             | Rocio Gamonal            | Ruth Moll              |
| 2006 | Rosa Bravo             | Rocio Gamonal            | Ruth Moll              |
| 2007 | Rocio Gamonal          | Rosa Bravo               | Ruth Moll              |
| 2008 | Ruth Moll              | Rocio Gamonal            | Ione Mujika            |
| 2009 | Rocio Gamonal          | Margalida Fullana        | Rosa Bravo             |
| 2010 | Rocio Gamonal          | Rocio Martín             | Rosa Bravo             |
| 2011 | Aida Nuño Palacio      | Lucía González           | Mercedes Pacios        |
| 2012 | Rocio Martín           | Isabel Castro            | Lucía González         |
| 2013 | Lucía González         | Aida Nuño Palacio        | Olatz Odriozola        |
| 2014 | Aida Nuño Palacio      | Rocio Martín             | Rocio Gamonal          |
| 2015 | Rocio Gamonal          | Lucía González           | Aida Nuño Palacio      |
| 2016 | Aida Nuño Palacio      | Lucía González           | Alicia González        |
| 2017 | Alicia González        | Aida Nuño Palacio        | Lucía González         |
| 2018 | Aida Nuño Palacio      | Lucía González           | Olatz Odriozola Mugica |
| 2019 | Aida Nuño Palacio      | Lucía González           | Sandra Trevilla        |
| 2020 | Lucía González         | Aida Nuño Palacio        | Paula Diaz Lopez       |
| 2021 | Lucía González         | Aida Nuño Palacio        | Sara Cueto Vega        |
| 2022 | Lucía González         | Aida Nuño Palacio        | Sofía Rodríguez Revert |
| 2023 | Lucía González         | Sofía Rodríguez Revert   | Alba Teruel Ribes      |
| 2024 | Lucía González         | Sofía Rodríguez Revert   | Irene Trabazo          |
| 2025 | Sofía Rodríguez Revert | Lucía González           | Sara Cueto Vega        |